# Xysticus montanensis
Xysticus montanensis là một loài nhện trong họ Thomisidae.
Loài này thuộc chi Xysticus. Xysticus montanensis được Eugen von Keyserling miêu tả năm 1887.